# 街燈

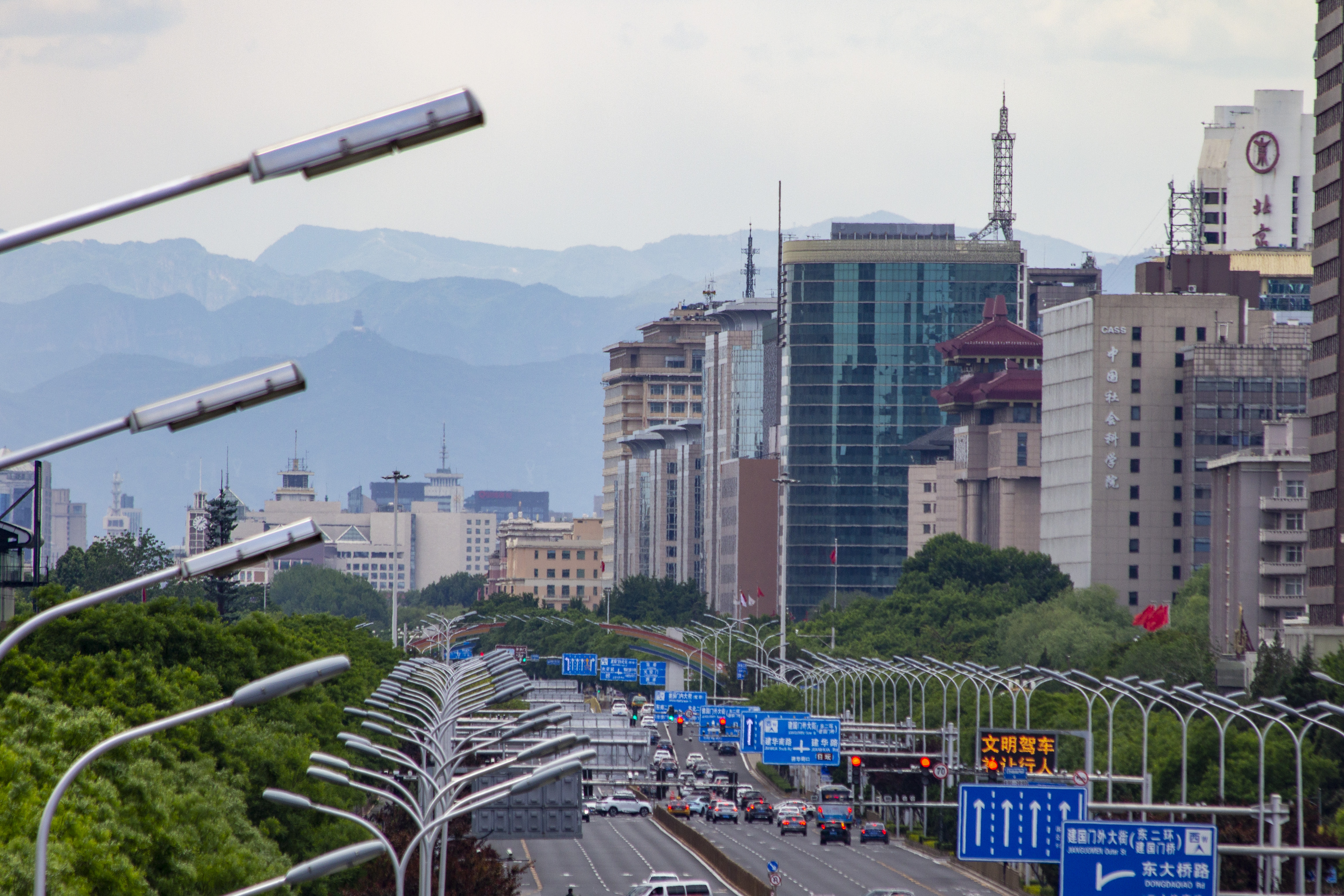
建国门外大街整齐的路灯

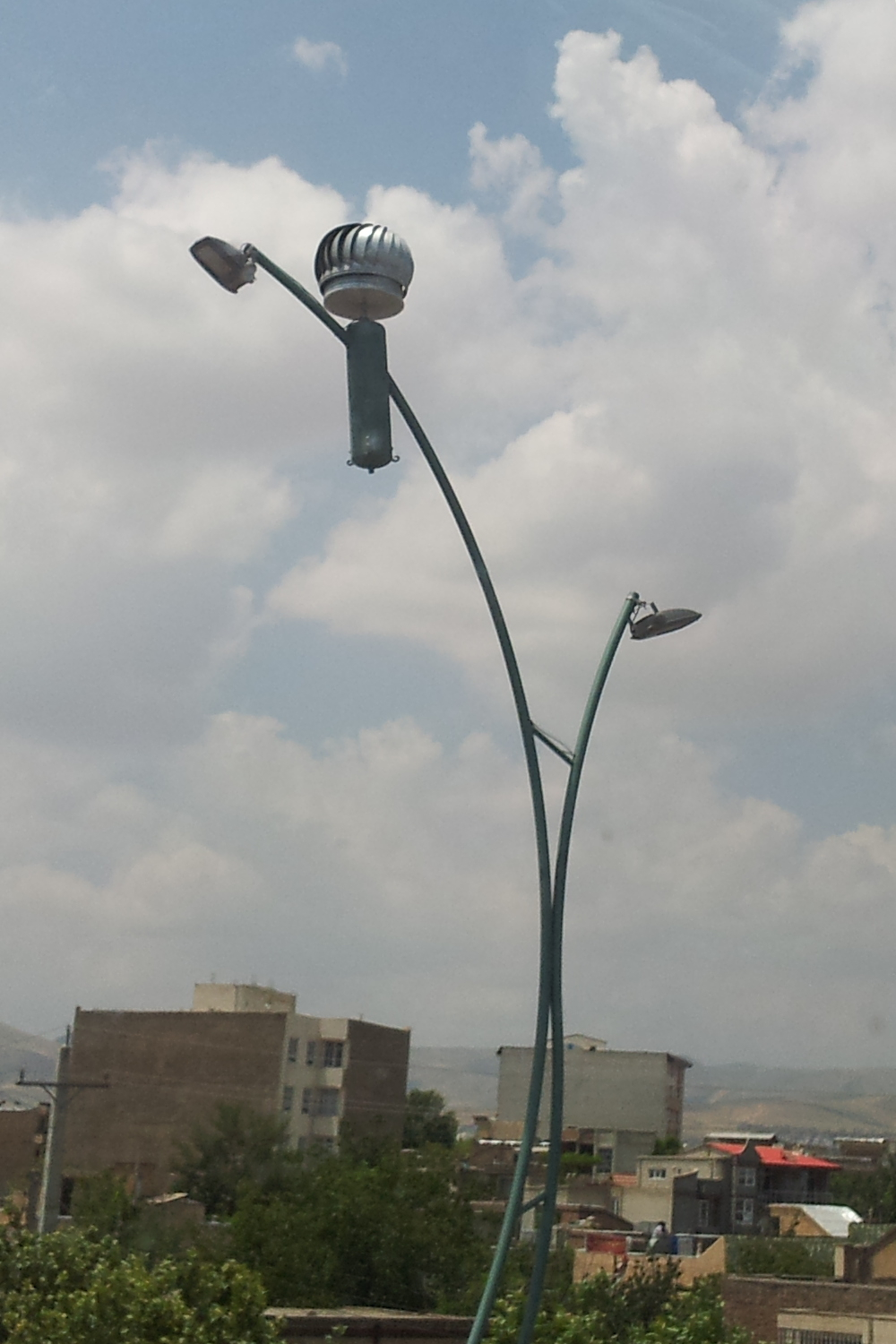
伊朗一盞以風力發電的街燈

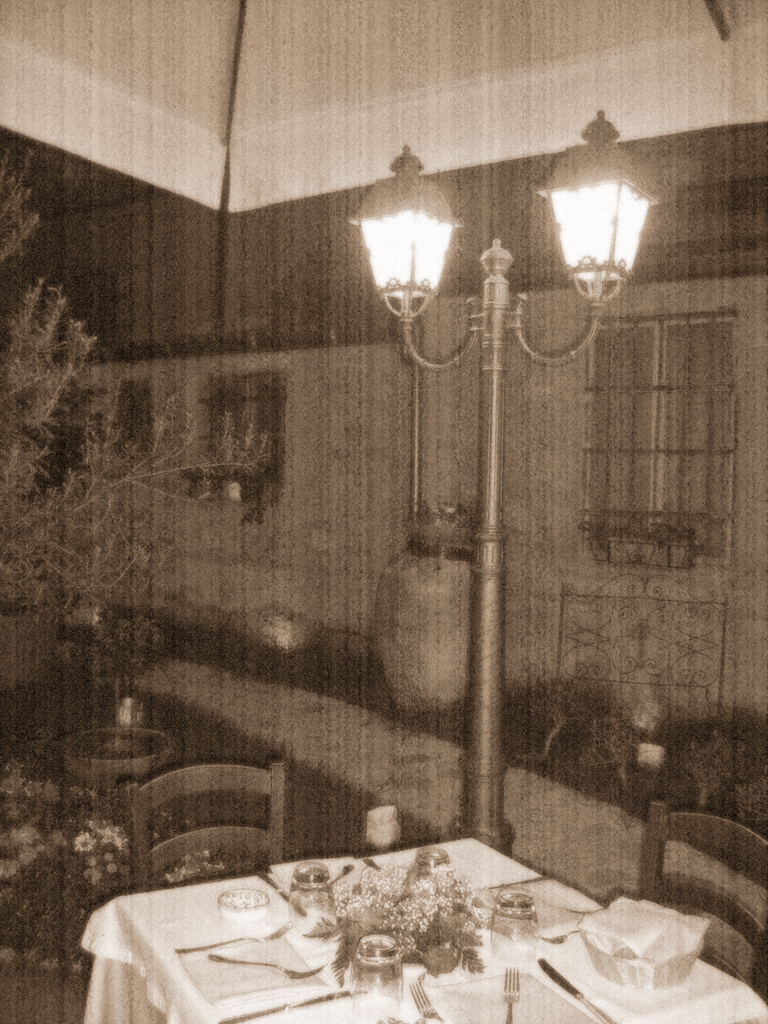

街燈，又稱為路燈，是道路、街道及公眾廣場上的發光照明系統。 通常在入夜或者天黑時分啟動發亮，在黎明之後熄滅。 街燈的基本功能是照明，其附加作用可以是藝術作品、地標、路標、電話亭、留言板、信箱、集合地點、廣告燈箱、智慧燈柱等，Lanterne是法語中表示「燈「或「燈柱」的詞。」À la lanterne!「（英語："To the Lamp Post!"；中文：「吊死在燈柱上！」）在法國大革命初期，也就是1789年巴黎的夏天首次使用，為煽動暴民私刑處死某人所用的口號。這時的燈柱常被巴黎市民用作私刑的吊杆，來處死一些官員或貴族。
納粹德國的黨衛軍也曾在二戰結束前，將叛逃者絞死於路燈示眾。
歷史上的路燈有用煤氣、火把、燭台、燈籠等。近年來大多以填充惰性氣體的燈泡或是日光燈為主，部份地方開始採用發光二極體（LED）照明的路燈，以節省電力。
世界各地著名的路燈有澳門的三盞燈、香港都爹利街的煤氣燈等。

## 優點
街燈的最大優點是可以防止意外和犯罪行為，協助保安、警察、閉路電視的監察、影像、錄像等。
每柱街燈外表，都有一個獨一無二的編號，若果市民報警時，說出這個編號，當局會比較容易知悉事主的位置。

## 缺點
有關街燈的批評主要圍繞光污染，以及誤用會造成的事故。

### 光污染
城市地區的光污染可遮蓋星空，令天文學的研究受影響，更會造成鳥類遷徙，破壞生態平衡。

### 混亂生理時鐘
人類在演化中已經適應了白天會接收藍天白雲的光線（高色溫），黃昏則是偏紅黃色的光線（中低色溫），夜間的月光及火光則是淺黃色及紅色（中低色溫）；而街燈會讓人腦誤以為現在是白天，過去的黯淡黃光影響還算小，白光LED街燈流行後影響則很大。

### 能源消耗
全球有70%的電力通過燃燒化石燃料產生。化石燃料是溫室氣體的主要來源，因此是造成大氣污染的因素之一，而全球約有3億的街燈使用化石燃料發電。 有見及此，不少城市近年節省電力，例如在非高峰時段把街燈調暗或轉用高效能的LED燈，以減少街燈的能源消耗。